# Kenneth Marra
Kenneth Anthony Marra (Queens, 1 de agosto de 1951) é um juiz sênior do Tribunal Distrital dos Estados Unidos do Distrito Sul da Flórida.

## Educação e carreira
Marra nasceu em 1951 em Queens, Nova Iorque. Ele se formou na Universidade Estadual de Nova Iorque em Stony Brook com um grau Bachelor of Arts em 1973 e de Stetson University College of Law com um Juris Doctor em 1977.
Marra atuou como advogada no Departamento de Justiça dos Estados Unidos de 1977 a 1980. Ele entrou em consultório particular em Washington, D.C., de 1980 a 1983, e na Flórida, de 1984 a 1996. Marra atuou como juíza do Décimo Quinto Circuito Judicial de 1996 a 2002.

## Serviço do tribunal distrital
O presidente George W. Bush nomeou Marra para o Tribunal Distrital dos Estados Unidos no Distrito Sul da Flórida em 23 de janeiro de 2002, para um novo assento criado por 114 Stat. 2762 Marra foi confirmado pelo Senado por uma votação de 82-0 em 9 de setembro de 2002. Ele recebeu comissão em 13 de setembro de 2002. Ele assumiu o status sênior em 1 de agosto de 2017.

Em 7 de abril de 2015, o juiz Kenneth Marra tratou do caso de pedofilia envolvendo Jeffrey Epstein.